# 서투른 태양
〈서투른 태양〉(不器用太陽 부키요타이요[*])은 SKE48의 15번째 싱글이다.

## 개요
전작 〈미래란?〉으로부터 약 4개월 만의 싱글이다.

## 수록곡

### TYPE-A
자켓 사진 (초회 한정반 표지):키타가와 료하·사토 스미레·타카야나기 아카네·마츠이 쥬리나·야마다 나나
자켓 사진 (통상반 표지):아즈마 리온·오오야 마사나·키타가와 료하·후타무라 하루카·마츠이 쥬리나·미야자와 사에·와타나베 미유키
자켓 사진 (뒷면):팀S 멤버 17명
CD
1. 不器用太陽 / 서투른 태양
(작사: 아키모토 야스시 / 작곡: 아키오 / 편곡: 노나카 “마사” 유이치)
2. 放課後レース / 방과 후 레이스 - Team S
(작사: 아키모토 야스시 / 작곡: 시게나가 료스케 / 편곡: 이쿠타 마신)
3. Coming soon - 보트피어 선발
(작사: 아키모토 야스시 / 작곡·편곡: 와다 코헤이)
4. 友達のままで / 친구인 채로 - 셀렉션 10
(작사: 아키모토 야스시 / 작곡: 오가와 코타 / 편곡: 와카타베 마코토)
5. 不器用太陽 off vocal
6. 放課後レース off vocal
7. Coming soon off vocal
8. 友達のままで off vocal

DVD
1. 不器用太陽 Music Video
2. 放課後レース Music Video
3. 특전 영상 〈Team S의 궤적~SKE48의 첫 조각 (2013.4.13)→Zepp Nagoya (2014.5.12)~〉 documentary movie

### TYPE-B
자켓 사진 (초회 한정반 표지):아즈마 리온·우메모토 마도카·후루하타 나오·마츠이 레나·미야자와 사에
자켓 사진 (통상반 표지):오오바 미나·타카야나기 아카네·후루카와 아이리·후루하타 나오 야마다 나나
자켓 사진 (뒷면):팀KII 멤버 21명
CD
1. 不器用太陽 / 서투른 태양
2. サヨナラ　昨日の自分 / 안녕 어제의 나 - Team KII
(작사: 아키모토 야스시 / 작곡: 타이라 류스케 / 편곡: 요 케이고)
3. Coming soon - 보트피어 선발
4. 友達のままで / 친구인 채로 - 셀렉션 10
5. 不器用太陽 off vocal
6. サヨナラ　昨日の自分 off vocal
7. Coming soon off vocal
8. 友達のままで off vocal

DVD
1. 不器用太陽 Music Video
2. サヨナラ　昨日の自分 Music Video
3. 특전 영상 〈Team KII의 궤적~SKE48의 첫 조각 (2013.4.13)→Zepp Nagoya (2014.5.12)~〉 documentary movie

### TYPE-C
자켓 사진 (초회 한정반 표지):오오야 마사나·오오바 미나·쿠마자키 하루카·시바타 아야·스다 아카리
자켓 사진 (통상반 표지):이와나가 츠구미·우메모토 마도카·키모토 카논·쿠마자키 하루카·사토 스미레·시바타 아야·스다 아카리·마츠이 레나
자켓 사진 (뒷면):팀E 멤버 20명
CD
1. 不器用太陽 / 서투른 태양
2. バナナ革命 / 바나나 혁명 - Team E
(작사: 아키모토 야스시 / 작곡: IKEZO / 편곡: 와카타베 마코토)
3. Coming soon - 보트피어 선발
4. 友達のままで / 친구인 채로 - 셀렉션 10
5. 不器用太陽 off vocal
6. バナナ革命 off vocal
7. Coming soon off vocal
8. 友達のままで off vocal

DVD
1. 不器用太陽 Music Video
2. バナナ革命 Music Video
3. 특전 영상 〈Team E의 궤적~SKE48의 첫 조각 (2013.4.13)→Zepp Nagoya (2014.5.12)~〉 documentary movie

### TYPE-D
자켓 사진 (초회 한정반 표지):이와나가 츠구미·키모토 카논·후타무라 하루카·후루카와 아이리·와타나베 미유키
자켓 사진 (통상반 표지):〈서투른 태양〉 선발 멤버 20명
자켓 사진 (뒷면):〈다~스~, 츠~마 & 니~타~〉(스다 아카리·마츠무라 카오리·타니 마리카)
CD
1. 不器用太陽 / 서투른 태양
2. 恋よりもDream / 사랑보다도 Dream - 다~스~, 츠~마 & 니~타~
(작사: 아키모토 야스시 / 작곡: 코우치 요시후미 / 편곡: 사사키 유)
3. Coming soon - 보트피어 선발
4. 友達のままで / 친구인 채로 - 셀렉션 10
5. 不器用太陽 off vocal
6. 恋よりもDream off vocal
7. Coming soon off vocal
8. 友達のままで off vocal

DVD
1. 不器用太陽 Music Video
2. 恋よりもDream Music Video
3. 특전 영상 〈SKE48 신 팀 이적·겸임 멤버의 궤적~7명 각각의 새로운 세상에서의 도전~〉 documentary movie

### 극장반
자켓 사진 (표지):〈서투른 태양〉 선발 멤버 20명
CD
1. 不器用太陽 / 서투른 태양
2. Coming soon - 보트피어 선발
3. 友達のままで / 친구인 채로 - 셀렉션 10
4. SKE48 15th Single Medley
5. 不器用太陽 off vocal
6. Coming soon off vocal
7. 友達のままで off vocal

## 선발 멤버

### 서투른 태양
(센터:마츠이 쥬리나)
- 아즈마 리온, 이와나가 츠구미, 우메모토 마도카, 오오바 미나, 오오야 마사나, 키타가와 료하, 키모토 카논, 쿠마자키 하루카, 사토 스미레, 시바타 아야, 스다 아카리, 타카야나기 아카네, 후타무라 하루카, 후루카와 아이리, 후루하타 나오, 마츠이 쥬리나, 마츠이 레나, 미야자와 사에, 야마다 나나, 와타나베 미유키

### 방과 후 레이스
〈Team S〉 명의
(센터:마츠이 쥬리나)
- 아즈마 리온, 오오야 마사나, 키타가와 료하, 고토 리사코, 사토 미에코, 타케우치 마이, 타나카 나츠미, 츠즈키 리카, 나카니시 유카, 후타무라 하루카, 마츠이 쥬리나, 마츠모토 치카코, 미야자와 사에, 미야마에 아미, 야카타 미키, 야마우치 스즈란, 와타나베 미유키

### Coming soon
〈보트피어 선발〉 명의
(센터:타카야나기 아카네, 마츠이 레나)
- 오오바 미나, 사토 스미레, 시바타 아야, 스다 아카리, 타카야나기 아카네, 후루카와 아이리, 마츠이 레나, 마츠무라 카오리

### 친구인 채로
〈셀렉션 10〉 명의
(센터:마츠이 쥬리나, 마츠이 레나)
- 아즈마 리온, 오오바 미나, 키타가와 료하, 키모토 카논, 스다 아카리, 타카야나기 아카네, 후루카와 아이리, 후루하타 나오, 마츠이 쥬리나, 마츠이 레나

### 안녕 어제의 나
〈Team KII〉 명의
(센터:타카야나기 아카네)
- 아비루 리호, 아라이 유키, 이시다 안나, 우치야마 미코토, 에고 유나, 오오바 미나, 카토 토모코, 키노시타 유키코, 코도 사키, 소다 사리나, 타카기 유마나, 타카츠카 나츠키, 타카야나기 아카네, 히다카 유즈키, 후루카와 아이리, 후루하타 나오, 미즈노 호노카, 야마시타 유카리, 야마다 나나, 야마다 미즈호

### 바나나 혁명
〈Team E〉 명의
(센터:마츠이 레나)
- 이소하라 쿄카, 이치노 나루미 이와나가 츠구미, 우메모토 마도카, 오오와키 아리사, 카토 루미, 키모토 카논, 쿠마자키 하루카, 코이시 쿠미코, 코바야시 아미, 사이토 마키코, 사카이 메이, 사토 스미레, 시바타 아야, 스다 아카리, 타카테라 사나, 타니 마리카, 후쿠시 나오, 마츠이 레나, 야마다 레이카

### 사랑보다도 Dream
〈다~스~, 츠~마 & 니~타~〉 명의
(센터:타니 마리카)
- 스다 아카리, 타니 마리카, 마츠무라 카오리